# Filmové drama
Dramatický film, nebo také filmové drama či pouze drama, je jeden z filmových žánrů, který má blízko k thrilleru. Děj filmu obsahuje emocionální, kritické, jinak řečeno „vážné“ situace, čímž chce žánr docílit pocit divákova souznění s osudy hlavních postav. Pro drama jako filmový žánr jsou typickými filmy jako Vykoupení z věznice Shawshank (1994), Schindlerův seznam (1993), Forrest Gump (1994), Zelená míle (1999) či Amadeus (1984).
Dle Davida Jana Novotného se drama může odehrávat v oblasti citové, politické, zákonné, psychologické a dalších, rozlišuje např. drama rodinné, manželské či milostné.